# Xavier Barroso Mayordomo
Barroso  Mayordomo est un nom espagnol. Le premier nom de famille, en général paternel, est Barroso ; le second, en général maternel, souvent omis, est Mayordomo.
Xavier Barroso Mayordomo, né le 14 novembre 1992 à Caldes de Montbui (Catalogne), est un joueur de rink hockey espagnol que joue au poste de demi-centre à la Uniãou Desportiva Oliveirense depuis la saison 2018-2019.

## Carrière sportive
Il commence à jouer dans le club de son village, le Club Hockey Caldes, jusque qu'à ses 13 ans. Puis il est incorporé dans les effectifs jeunes du FC Barcelone. Pour la saison 2011-2012, il débute avec l'équipe première du FC Barcelone, alors qu'il est encore junior, en disputant 151 minutes et marquant deux buts. Lors de la saison 2012-13, il est cédé au CS Vendrell en obtenant d'excellents résultats. Au-delà d'obtenir la Coupe d'Espagne et la Coupe CERS, il marque à vingt reprises en championnat. La saison suivante, le FC Barcelone lui renouvelle son contrat jusqu'à la saison 2016-2017, avec un droit d'option sur les deux années suivantes. Après être renouvelé une saison plus, en février 2018 il s'approche de l'UD Oliveirense qui est intéressé par lui. Deux mois après, il s'annonce sa signature au sein du club portugais dans lequel il évolue la saison suivante.

## Palmarès

### CE Vendrell
- 1 Coupe de la CERS (2012/13)
- 1 Coupe du Roi / Accapare espagnole (2013)[5],[6]

### FC Barcelone
- 3 Coupes d'Europe (2013/14, 2014/15, 2017/18)[7]
- 1 Coupe Continentale (2014/15)
- 2 Supercopes espagnoles (2011/12, 2013/14)
- 6 OK Attaches / des Ligues espagnoles (2011/12, 2013/14, 2014/15, 2015/16, 2016/17, 2017/18)
- 4 Coupes du Roi / Accapares espagnoles (2012, 2016, 2017, 1018)

### Sélection espagnole
- 2 Championnats du Monde A (2011, 2013)
- 1 Coupe Latine (2012)
- 1 Championnat du Monde junior (2011)
- 1 Championnat d'Europe junior (2007)